# Crkva sv. Ivana Krstitelja u Škripu
Crkva sv. Ivana Krstitelja je rimokatolička crkva u Škripu na otoku Braču.

## Opis
Iznad zapadnog zida gradinskog naselja, uz rub današnjeg groblja, podignuta je renesansna crkvica sv. Ivana Krstitelja. Jednobrodna građevina s bačvastim svodom danas je pretvorena u mrtvačnicu.

## Zaštita
Pod oznakom Z-5774 zavedena je kao nepokretno kulturno dobro - pojedinačno, pravna statusa zaštićena kulturnog dobra.